# Nestān
Nestān (persiska: نيستان, نِيِستان, نستان, Neyestān, نِستان) är en ort i Iran.   Den ligger i provinsen Västazarbaijan, i den nordvästra delen av landet, 500 km väster om huvudstaden Teheran. Nestān ligger 1 420 meter över havet och antalet invånare är 686.
Terrängen runt Nestān är lite bergig. Runt Nestān är det ganska tätbefolkat, med 80 invånare per kvadratkilometer. Närmaste större samhälle är Sīser, 4,3 km söder om Nestān. Trakten runt Nestān består till största delen av jordbruksmark.